# داگ سروریر
لوییس داگلاس «داگ» سِروریِر (انگلیسی: Louis Douglas "Doug" Serrurier؛ زادهٔ ۹ دسامبر ۱۹۲۰ در جرمیستون، خاوتنگ، درگذشتهٔ ۴ ژوئن ۲۰۰۶) رانندهٔ مسابقات اتومبیل‌رانی فرمول یک اهل آفریقای جنوبی بود که از فصل ۱۹۶۲ تا ۱۹۶۳، و دوباره در فصل ۱۹۶۵ در مجموع در سه گراند پری شرکت کرد، اما موفق به کسب هیچ امتیازی نشد.
سروریر در ۴ ژوئن ۲۰۰۶ درگذشت.